# Berzosa de los Hidalgos
Berzosa de los Hidalgos es una localidad y también una pedanía españolas de la provincia de Palencia (comunidad autónoma de Castilla y León). Pertenece al municipio de Micieces de Ojeda.

## Geografía
Está situada en la comarca de Boedo-Ojeda, cerca del nacimiento del río Boedo, en el valle de Ojeda. Confina con los pueblos de Micieces, Villavega, La Vid y Bascones.
Produce granos, legumbres, hortalizas, pastos y ganados

## Demografía
Evolución de la población en el siglo XXI
| Gráfica de evolución demográfica de Berzosa de los Hidalgos entre 2000 y 2020 |
|                                                                               |
| Población de derecho (2000-2020) según el padrón municipal del INE            |

## Historia
Durante la Edad Media pertenecía a la Merindad menor de Monzón, Meryndat de Monçon
A la caída del Antiguo Régimen la localidad se constituye en municipio constitucional que en el censo de 1842 contaba con 1 hogar y 5 vecinos, para posteriormente integrarse en Micieces de Ojeda.

## Monumentos y lugares de interés
- Iglesia parroquial de San Cristóbal (románica)
- La Olma

## Gentilicio
Berzoseños e Hidalguenses